# Delphinium burmaense
Delphinium burmaense är en ranunkelväxtart som beskrevs av Philip Alexander Munz. Delphinium burmaense ingår i släktet storriddarsporrar, och familjen ranunkelväxter. Inga underarter finns listade i Catalogue of Life.